# Allgemeiner Deutscher Sprachverein

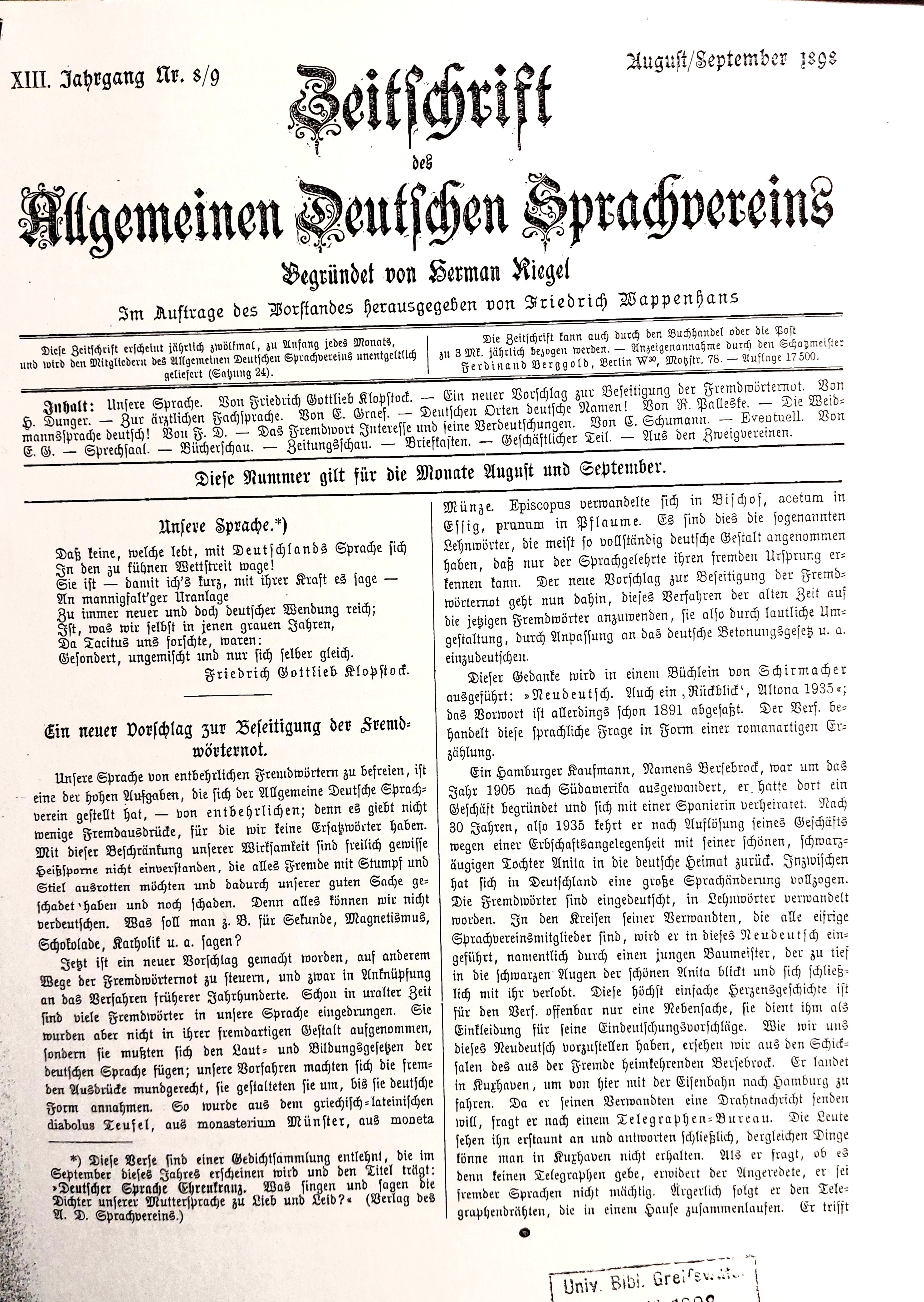
Zeitschrift des Allgemeinen Deutschen Sprachvereins, August/September 1898

Der Allgemeine Deutsche Sprachverein (ADSV) war ein Verein, der von 1885 bis zum Zweiten Weltkrieg bestand. Er widmete sich hauptsächlich der Bekämpfung von Fremdwörtern in der deutschen Sprache.

## Entstehung
Ende August 1885 rief der Kunsthistoriker und Museumsdirektor Herman Riegel (1834–1900) zur Gründung des Allgemeinen Deutschen Sprachvereins auf. Diesem Aufruf folgend gründete der Dresdener Germanist und Lehrer Hermann Dunger in Braunschweig am 10. September 1885 den ersten ADSV-Zweigverein. Dieser Tag gilt heute als Gründungsdatum des ADSV. Bereits 1886 folgte der »Zweig Wien«. Vom Anbeginn seines Schaffens verschrieb sich der Verein der Bekämpfung von Fremdwörtern im Wortschatz der deutschen Sprache. Im Jahre 1940, während der Zeit der Hitler-Diktatur, wurden die Aktivitäten des Vereins erheblich eingeschränkt; 1943 wurde der Druck der Vereinszeitschrift eingestellt. Zwei Jahre nach dem Zweiten Weltkrieg, 1947, wurde in Lüneburg eine Nachfolgeorganisation, die Gesellschaft für deutsche Sprache, gegründet; in Wien folgte 1948 der Verein Muttersprache.
Dunger war zwar der Gründer des ersten Zweigvereins, doch Riegel war ab 1885 der erste Vorsitzende des ADSV. 1893 trat er nach inneren Querelen von der Vereinsleitung zurück. Er äußerte sich als sprachwissenschaftlicher Laie, als er 1883 mit seiner Schrift „Ein Hauptstück von unserer Muttersprache. Ein Mahnruf an alle national gesinnten Deutschen“ das erste Mal öffentlich gegen das „Fremdwörterunwesen“ in der deutschen Sprache auftrat. In scharfem Ton kritisierte er den vermeintlich tief verankerten Einfluss der französischen Lexik auf die deutsche Sprache. Er wollte mit der Schrift „meiner Nation diesen Dienst erweisen und ihr diesen Spiegel vorhalten“ (S. 2). Er beklagt darin eine „Empfindungslosigkeit in Bezug auf die Reinheit und Schönheit der Sprache“, die er kaum begreifen könne (ebd.). Als besonders skandalös empfand Riegel, dass „deutsche Männer, in deren Tüchtigkeit das Wohl und Wehe des Vaterlandes, das Geschick der Nation ruht“ französische Fremdwörter benutzen müssen: „Warum darf der deutsche Krieger sein Gewehr nicht laden, sondern muss es ‚chargiren‘?“ (S. 58).
Von der Gründung eines Vereins war zunächst jedoch keine Rede, im Gegenteil: „Dieses weiß ich: mit besonderen Vereinen und Gesellschaften zur Bekämpfung des Übels, mit Vorschlägen zur Verdeutschungen und mit Wörterbüchern ist im großen und ganzen auf die Dauer nichts geholfen.“ (S. 43). Seinen Sinneswandel, zwei Jahre später mit seiner Schrift „Der allgemeine deutsche Sprachverein“ doch zur Gründung eines Sprachvereins aufzurufen, begründete Riegel mit dem unerwarteten Erfolg, den sein „Hauptstück“ gehabt habe. Dieser Erfolg sei ein Zeichen einer „Bewegung“ im deutschen Volk, sich für die Schönheit und Reinheit der deutschen Sprache einzusetzen.
Ende August 1885 versandte Riegel mit 20 anderen Persönlichkeiten einen Aufruf zur Gründung des ADSV. Am 10. September wurde in Dresden unter Leitung von Hermann Dunger (1843–1912; Dunger studierte klassische Philologie und war Gymnasiallehrer in Dresden) der erste Zweigverein gegründet. Dieses Datum gilt als das Gründungsdatum des ADSV.

## Ziele
| Fremdwort   | deutsches Ersatzwort |
| ----------- | -------------------- |
| Sauce       | Tunke                |
| Baby        | Kleinling            |
| Krematorium | Flammenhalle         |
| Kotelett    | Rippenschnitte       |
| Polonaise   | Edelreigen           |
| Goal        | Tor                  |
| Billett     | Fahrkarte            |
| Perron      | Bahnsteig            |
| Coupé       | Abteil               |
| Frikassee   | Weißeingemachtes     |
| Zigarre     | Rauchrolle           |

Die Protagonisten des Vereins haben die von ihnen angestrebte Sprachreinigung von Anfang an als eine nationale Aufgabe verstanden. In den Satzungen von 1886 heißt es, der Verein sei ins Leben getreten, um
1. „die Reinigung der deutschen Sprache von unnötigen fremden Bestandtheilen zu fördern,–
2. die Erhaltung und Wiederherstellung des echten Geistes und eigentümlichen Wesens der deutschen Sprache zu pflegen – und
3. auf diese Weise das allgemeine nationale Bewusstsein im deutschen Volke zu kräftigen.“

Zum Motto des Vereins wurde der Satz von Riegel: Gedenke auch, wenn du die deutsche Sprache sprichst, dass du ein Deutscher bist!
Der Verein bekämpfte in seiner Anfangszeit vor allem Fremdwörter aus dem Französischen und aus lateinischen oder griechischen Bestandteilen, später verstärkt Anglizismen. Er hatte nicht nur den öffentlichen Sprachgebrauch im Blick, sondern es ging um „deutsche Sprache, deutsche Ehre – auch in Küche und Keller, auf Tisch und Tafel!“
Es sollte also auch der private Sprachgebrauch verändert werden. Der Verein sah sich als gemäßigt an und wollte sich von früheren radikalen Puristen absetzen. Riegel betonte, er wolle „thörichte Übertreibung“ und „leidenschaftliche Reinigungswuth“ vermeiden. Diese Selbstbeschränkung und Mäßigung drücke sich laut Riegel in seinem Leitspruch aus: „Kein Fremdwort für das, was deutsch gut ausgedrückt werden kann.“ (Riegel: Hauptstück 1888, S. 3.)
Dieses subjektive Kriterium sollte übertriebene Verdeutschungen verhindern. Die Praxis sah anders aus: Der ADSV machte weder vor Fachausdrücken halt, noch ließ er sich durch das Argument der Verständlichkeit von Verdeutschungen aller Art abhalten.
Vielmehr machte er den Fremdwortgebrauch bzw. die Vermeidung der Fremdwörter zum Maßstab für den Patriotismus der Mitbürger. Die deutschen Ersatzwörter für alle Bereiche des Lebens sollten durch sog. „Verdeutschungsbücher“ popularisiert werden. Außerdem versuchte der ADSV durch seine Zeitschrift, durch Schreiben an Behörden, Vereine und Zeitungen sowie durch öffentliche Vorträge, Fremdwörter so weit wie möglich aus dem deutschen Wortschatz zu verdrängen. Der ADSV hat die Fremdwörter aber weniger verdrängt, sondern zu einer „semantischen Auffächerung des Wortschatzes der Standardsprache“ beigetragen. So wird die Verdeutschung des ADSV für „Automobil“, das „Kraftfahrzeug“, bis heute ausschließlich im amtlichen und nicht im alltäglichen Sprachgebrauch verwendet. Jedoch waren nicht alle Ersetzungen der Sprachreiniger abwegig, nicht nur Gesetzestexte sind mit deutschen Begriffen verständlicher geworden, auch die Verwendung von „Fahrkarte“ statt „Billett“ oder „Bahnsteig“ statt „Perron“ ist Verdienst der Deutsch-Verfechter.

## Mitglieder und Ausbreitung
Der ADSV wollte sich als parteilos verstanden wissen, wie ein Appell Riegels auf der Hauptversammlung 1888 zeigt:

„Noch eine Mahnung muss ich mir erlauben anzudeuten. Unser Verein hat nur Ein Ziel: das Heil unsrer theuren Muttersprache. Jeder Deutsche, der dies von Herzen mit uns will und erstrebt, ist uns willkommen und werth, mag er sonst einer politischen Partei, einem religiösen Bekenntnisse angehören, wie er wolle. […] Wir haben in unserer Mitte Konservative und Fortschrittler, Liberale aller Abstufungen und Centrumsmänner, Katholiken und Evangelische, streng kirchliche Männer und Freidenker, Juden und Antisemiten: Wir halten es mit allen[,] aber mit keinem Einzelnen. Wir sind nur national und dies auch nur in Bezug auf unsere deutsche Sprache.“

Inwiefern diese hier behauptete politische Heterogenität der Mitglieder der Realität entsprach, ist unklar, da Untersuchungen zur Mitgliederstruktur des ADSV fehlen. Nationalismus verstand Riegel als überparteiliche Tugend aller Deutschen – wobei Sozialdemokraten in seiner Aufzählung nicht genannt werden.
Der Verein wuchs schnell. Im Oktober 1887 waren es 6000–7000 Mitglieder und 91 Zweigvereine, ein knappes Jahr später bereits 106 Zweigvereine und rund 8000 Mitglieder. 1890 war die Mitgliederzahl auf fast 12000 Mitglieder angewachsen. Allerdings wuchs der Verein nicht überall gleich schnell und gleich stark. Während sich im Norden und der Mitte Deutschlands sowie in Österreich zahlreiche Zweigvereine bildeten, hinkten Süddeutschland, und hier vor allem Bayern, hinterher, was Riegel ausdrücklich bedauerte. So hatte die Arbeit reale sprachverändernde Auswirkungen in Österreich, jedoch kaum in der Schweiz. 1906 bestanden 284 Zweigstellen, davon 24 in Österreich-Ungarn.
Die größte Gruppe der Mitglieder, fast ein Drittel (29,17 %), stammte 1890 aus dem Bereich Handel und Gewerbe. Mit 20,8 % folgten Lehrer und Hochschullehrer, wobei Letztere nur 1,67 % ausmachten. Die weitere Verteilung sah folgendermaßen aus: Angehörige von Behörden und Techniker sind mit je 7,5 % vertreten, Juristen mit 6,7 %, Mediziner mit 4,2 %, das Militär mit 3,3 %, der Buchhandel und die Drucker mit 2,8 %, Theologen mit 2,2 %, Postbedienstete mit 1,9 %, Schriftsteller, Journalisten und Künstler „leider nur“ mit 1,8 %, Landwirte mit 1,5 %. 2,5 % der Mitglieder waren Frauen, 3,3 % waren als Vereine Mitglied im ADSV.

## Frühe Kritik am ADSV
Der Verein erfuhr von der Universitätsgermanistik kaum Anerkennung. Ausnahmen bilden lediglich Friedrich Kluge und Otto Behaghel, die mit dem ADSV sympathisierten, jedoch keine Mitglieder waren. Stattdessen musste sich der ADSV schon früh mit zahlreichen, teils prominenten Gegnern auseinandersetzen. Herman Grimm (1828–1901), der Sohn von Wilhelm Grimm und Neffe von Jacob Grimm und Professor für Kunstgeschichte in Berlin, Gustav Rümelin (1815–1888), Jurist und Kanzler der Universität Tübingen, Hans Delbrück (1848–1929), Historiker und Politiker, und andere traten zunächst einzeln gegen den Sprachverein auf. Dabei griff Delbrück nicht nur die Arbeit des Vereins, sondern auch die Begründung für die Sprachreinigung scharf an:

„Es giebt keinen gefährlicheren Feind für das wahre Deutschthum als die Deutschthümelei, welche von ihrer eigenen Lächerlichkeit einen Schein auf jenes zurückwirft. Zu dieser Art Deutschthümelei gehört auch die ‚Sprachreinigung‘ […].“

In der „Erklärung der 41“ vom 28. Februar 1889 unterschrieben 41 teils prominente Persönlichkeiten, vor allem Schriftsteller und Personen aus dem universitären Umkreis, darunter der Philosoph Wilhelm Dilthey (1833–1911), der Schriftsteller Gustav Freytag (1816–1895), der Historiker und Schriftsteller Heinrich von Treitschke (1834–1896), der Arzt Rudolf Virchow (1821–1902) und der Journalist und Dichter Theodor Fontane (1819–1898), eine Erklärung gegen den Verein, die im Märzheft 1889 der von Heinrich von Treitschke und Hans Delbrück herausgegebenen Zeitschrift „Preußische Jahrbücher“ veröffentlicht wurde.
Die Unterzeichner der Erklärung akzeptierten die Notwendigkeit der Sprachreinigung zwar grundsätzlich, verwahrten sich aber gegen eine Bevormundung bezüglich des Sprachgebrauchs durch den Verein oder staatliche Institutionen, wie sie der ADSV anstrebte. Der Anlass der Erklärung war gewesen, dass der Vorstand des ADSV im Januar 1889 ein Schreiben an den preußischen Minister der geistlichen, Unterrichts- und Medizinalangelegenheiten Gustav von Goßler gerichtet hatte, in dem dieser gebeten wurde, er möge die Schulbehörden auf die „Bestrebungen des allgemeinen deutschen Sprachvereins beistimmend hinweisen“. Darin erkannten die Unterzeichner den Versuch, die Sprache „von oben“ regeln zu lassen.
Der tief verletzte ADSV, der viele der Unterzeichner, zumindest aber Gustav Freytag und Heinrich von Treitschke, offenbar für Mitstreiter und nicht für Gegner gehalten hatte, antwortete mit einer Kampagne, in der die Unterzeichner in aggressiver Weise verhöhnt, verspottet und verunglimpft wurden. So wurde Fontane vorgeworfen, seine Sprache sei „empörend“ und „eine Beleidigung und Verhöhnung des deutschen Kaisers und des deutschen Volkes“.
Laut Helmut Bernsmeier legten einige der Kritiker durchaus ein ambivalentes Verhalten an den Tag, denn sie durchsuchten ihre eigenen Werke auf Fremdwörter und ersetzten diese durch deutsche Begriffe. Daraus lässt sich schlussfolgern, dass eher der Einfluss des Sprachvereins auf die Institution Schule und die durch die Nähe zur Regierung bedingte Sprachpflege von „oben“ abgelehnt wurde als seine Bemühungen.

## Interne Querelen und Riegels Rücktritt
Während der ADSV in der gemeinsamen Bekämpfung seiner Gegner enger zusammenrücken konnte, gefährdeten ab April 1891 vereinsinterne Streitereien fast die Existenz des Vereins. Der Streit zwischen dem Gesamtverein und dem Berliner Zweigverein war vor allem eine am Ende sehr persönlich geführte Auseinandersetzung der beiden Vorsitzenden Herman Riegel und Franz Reuleaux. Riegel und der Gesamtvorstand rügten das „nicht satzungskonforme eigenmächtige Vorgehen“ des Berliner Zweigvereins. Reuleaux und anonyme, aus dem Umkreis des Berliner Zweigvereins stammende Kritiker, warfen Riegel ihrerseits Satzungswidrigkeiten und eine „selbstsüchtige Herrschgier“ vor.
In dem anonym erschienenen Artikel „Der geknebelte Sprachverein und seine umschleierte Verwaltung“ wurde noch mehr Kritik an Riegel geübt, so etwa der Vorwurf, die Zeitschrift des ADSV verbreite nur Riegels Meinung. Außerdem wurde Riegel „Selbstherrlichkeit“ vorgeworfen. Weitere Vorwürfe des Autors waren: Kritiker würden mundtot gemacht, die Vorstandswahlen seien manipuliert und undemokratisch, Riegel bereichere sich am Verein, die Mitglieder würden unmündig gemacht und Riegel verärgere durch seine hämischen und spöttischen persönliche Angriffe viele Freunde des ADSV.
Der Konflikt eskalierte schließlich nach einer Mahnung an den Berliner Zweigverein und Rücktrittsdrohungen Riegels und führte 1893 nach einer turbulenten Hauptversammlung zum Ausschluss des Berliner Zweigvereins. Gleichwohl trat Riegel, nachdem er diese Auseinandersetzung gewonnen und Reuleaux in einem offenen Brief noch einmal heftig kritisiert hatte, Ende des Jahres 1893 zurück und wurde umgehend zum Ehrenmitglied des ADSV ernannt.

## Weitere Entwicklung
Der Verein, der ab 1923 Deutscher Sprachverein, später nur noch Sprachverein hieß, konnte seine Mitgliederzahlen unter den neuen Vorsitzenden Max Jähns und Otto Sarrazin weiter steigern, erlebte eine Blütezeit im Ersten Weltkrieg, auf die in der Weimarer Republik eine Durststrecke folgte. Der Nationalsozialismus wurde vom ADSV, der sich nun als „SA unserer Muttersprache“ verstand, freudig begrüßt, glaubte man sich doch einig mit den neuen Machthabern. Allerdings war die Arbeit des ADSV von Naivität geprägt. So schlug der ADSV vor, statt „Sterilisation“ das Wort „Unfruchtbarmachung“ zu verwenden, und verkannte damit den von den Nationalsozialisten gewollten euphemistischen Wortgebrauch.

## Das Ende des ADSV
Der ADSV, der mitunter auch den Fremdwortgebrauch Adolf Hitlers vorsichtig kritisierte, wurde den nationalsozialistischen Machthabern offenbar bald lästig. Am 19. November 1940 machte ein Erlass Hitlers dem Verein faktisch ein Ende. Darin hieß es:

„Der Führer wünscht nicht derartige gewaltsame Eindeutschungen und billigt nicht die künstliche Ersetzung längst ins Deutsche eingebürgerter Fremdworte durch nicht aus dem Geist der deutschen Sprache und den Sinn der Fremdworte meist nur unvollkommen wiedergebende Wörter.“

Damit war der Sprachverein nicht verboten, seine Arbeit aber erheblich eingeschränkt. 1943 wurde die Zeitschrift wegen Papiermangels eingestellt, was nach außen hin den Eindruck erweckte, der Verein habe seine Arbeit eingestellt. Dennoch wurde die Sprachberatung im Berliner Zweig fortgesetzt und der letzte offizielle Arbeitsbericht des Vereins erschien im Januar 1945. Darin wird auch die Evakuierung der Vereinsbibliothek erwähnt. Zumindest auf dem Papier bestand der Zweigverein Frankfurt sogar noch einige Jahre nach Kriegsende.
Rechtsnachfolger des Vereins wurde die 1947 in Lüneburg gegründete, heute in Wiesbaden ansässige Gesellschaft für deutsche Sprache, die den Namen der Vereinszeitschrift (Muttersprache) bis heute beibehalten hat.

### Schriften Riegels
(in Auswahl):
- Ein Hauptstück von unserer Muttersprache. Mahnruf an alle national gesinnten Deutschen. Leipzig 1883.
- Der Allgemeine deutsche Sprachverein, als Ergänzung seiner Schrift: Ein Hauptstück von unserer Muttersprache, Mahnruf an alle national gesinnten Deutschen. Heilbronn 1885 (Digitalisat).
- Ein Hauptstück von unserer Muttersprache, der allgemeine deutsche Sprachverein und die Errichtung einer Reichsanstalt für die deutsche Sprache. Mahnruf an alle national gesinnten Deutschen. 2., umgearbeitete und sehr vermehrte Auflage. Braunschweig 1888.
- Geheimer Regierungsrath Professor Franz Reuleaux und sein Treiben im allgemeinen deutschen Sprachverein. Braunschweig 1893.

### Veröffentlichungen des ADSV
(in Auswahl)
- Satzungen des ADSV, o. O. 1886; Satzungen und Geschäftsordnung des ADSV. Beschlossen von der Hauptversammlung zu Berlin am 2. und 3. Dezember 1893.
- Zeitschrift des allgemeinen deutschen Sprachvereins.
- Wissenschaftliche Beihefte zur Zeitschrift des allgemeinen deutschen Sprachvereins.
- Verdeutschungsbücher des allgemeinen deutschen Sprachvereins. Band 2, Braunschweig 1888ff.

### Weitere Quellen
- Anonym: Der geknebelte Sprachverein und seine umschleierte Verwaltung. In: Berliner Fremdenblatt. 14. Mai 1892. Zweites Blatt (Nr. 112).
- Carl Bardt u. a.: Erklärung. In: Preußische Jahrbücher. 63, 1889, S. 312f. (Online in der Google-Buchsuche-USA).
- Hans Delbrück: Die Sprachreinigung, Fürst Bismarck und Heinrich v. Treitschke (= Sonderabdruck aus den „Preußischen Jahrbüchern“, hrsg. v. Hans Delbrück, Band 156, Heft 2). o. O., o. J.
- Hans Delbrück: Die Berechtigung der Fremdwörter. Von Gustav Rümelin [Rezension], In: Preußische Jahrbücher. 59, 1887, S. 395f. (Online in der Google-Buchsuche-USA).
- Hermann Dunger: Die Deutsche Sprachbewegung und der Allgemeine Deutsche Sprachverein 1885–1910. Festschrift zur Fünfundzwanzigjahrfeier des Allgemeinen Deutschen Sprachvereins, 10. September 1910. Berlin 1910.
- Gustav Rümelin: Über die Berechtigung der Fremdwörter. Rede zur akademischen Preisvertheilung am 6. November 1886. In: Gustav Rümelin (Hrsg.): Die Berechtigung der Fremdwörter. 2. Auflage. Freiburg im Breisgau 1887, S. 1–38.
- Paul Zimmermann: Herman Riegel †. In: Braunschweigisches Magazin. 23, 1900, S. 177–189.

### Wissenschaftliche Literatur
- Claus Ahlzweig: Muttersprache – Vaterland. Die deutsche Nation und ihre Sprache. Opladen 1994.
- Sussan Milantchi Ameri: Die deutschnationale Sprachbewegung im Wilhelminischen Reich. New York u. a. 1991.
- Stephen Barbour: „Uns knüpft der Sprache heilig Band“. Reflections on the Role of Language in German Nationalism, Past and Present. In: John L. Flood u. a. (Hrsg.): „Das unsichtbare Band der Sprache“. Studies in German Language and Linguistic History in Memory of Leslie Seiffert. Stuttgart 1993, S. 313–332.
- Heinrich Beck u. a. (Hrsg.): Zur Geschichte der Gleichung „germanisch – deutsch“. Sprache und Namen, Geschichte und Institutionen (= Ergänzungsbände zum Reallexikon der Germanischen Altertumskunde. Band 34). Berlin/New York 2004.
- Dietz Bering: Sprache und Antisemitismus im 19. Jahrhundert. In: Rainer Wimmer (Hrsg.): Das 19. Jahrhundert. Sprachgeschichtliche Wurzeln des heutigen Deutsch (= Institut für deutsche Sprache, Jahrbuch 1990). Berlin/New York 1991, S. 325–354.
- Helmut Bernsmeier: Der Allgemeine Deutsche Sprachverein in seiner Gründungsphase. In: Muttersprache. Jg. 87, 1977, S. 369–395.
- Helmut Bernsmeier: Der Allgemeine Deutsche Sprachverein in der Zeit von 1912–1932. In: Muttersprache. Jg. 90 1980, S. 117–140.
- Helmut Bernsmeier: Der Deutsche Sprachverein im „Dritten Reich“. In: Muttersprache. Jg. 93 1983, S. 35–58.
- Herbert Blume: Der Allgemeine Deutsche Sprachverein als Gegenstand der Sprachgeschichtsschreibung. Mit einem Kapitel über Hermann Riegel. In: Dieter Cherubim, Siegfried Grosse, Klaus J. Mattheier (Hrsg.): Sprache und bürgerliche Nation. Beiträge zur deutschen und europäischen Sprachgeschichte des 19. Jahrhunderts. Berlin/New York 1998, S. 123–147.
- Peter Braun (Hrsg.): Fremdwort-Diskussion. München 1979.
- Armin Burkhardt, Dieter Cherubim (Hrsg.): Sprache im Leben der Zeit. Beiträge zur Theorie, Analyse und Kritik der deutschen Sprache in Vergangenheit und Gegenwart. Helmut Henne zum 65. Geburtstag. Tübingen 2001.
- Dieter Cherubim: Sprachentwicklung und Sprachkritik im 19. Jahrhundert. Beiträge zur Konstitution einer pragmatischen Sprachgeschichte. In: Thomas Cramer (Hrsg.): Literatur und Sprache im historischen Prozeß. Vorträge des Deutschen Germanistentages Aachen. 1982. Band 2: Sprache. Tübingen 1983, S. 170–188.
- Dieter Cherubim, Siegfried Grosse, Klaus J. Mattheier (Hrsg.): Sprache und bürgerliche Nation. Beiträge zur deutschen und europäischen Sprachgeschichte des 19. Jahrhunderts. Berlin/New York 1998.
- Dieter Cherubim: Pathologia Linguae. Die „Krankheiten“ der Sprache und deren Remedur. In: Armin Burkhardt, Dieter Cherubim (Hrsg.): Sprache im Leben der Zeit. Beiträge zur Theorie, Analyse und Kritik der deutschen Sprache in Vergangenheit und Gegenwart. Helmut Henne zum 65. Geburtstag. Tübingen 2001, S. 427–447.
- Roger Chickering: Language and the Social Foundation of Radical Nationalism in Wilhelmine Era. In: Walter Pape (Hrsg.): 1870/71 – 1989/90. German Unifications and the Change of Literary Discourse. Berlin/New York 1993, S. 61–78.
- Roger Chickering: Nationalismus im Wilhelminischen Reich. Das Beispiel des Allgemeinen Deutschen Sprachvereins. In: Otto Dann (Hrsg.): Die deutsche Nation. Geschichte – Probleme – Perspektiven (= Kölner Beiträge zur Nationsforschung. Band 1). Vierow bei Greifswald 1994, S. 60–70.
- Marta Czyżewska: Der Allgemeine Deutsche Sprachverein und das Fremdwort. Eine Untersuchung der deutschen Presse am Ende des 19. Jahrhunderts. Neisse Verlag, Dresden – Wrocław 2008, ISBN 978-83-7432-463-2.
- Andreas Gardt (Hrsg.): Nation und Sprache. Die Diskussion ihres Verhältnisses in Geschichte und Gegenwart. Berlin/New York 2000.
- Andreas Gardt: Sprachnationalismus zwischen 1850 und 1945. In: Andreas Gardt (Hrsg.): Nation und Sprache. Die Diskussion ihres Verhältnisses in Geschichte und Gegenwart. Berlin/New York 2000, S. 247–271.
- Karl-Heinz Göttert: Die Sprachreiniger. Der Kampf gegen Fremdwörter und der deutsche Nationalismus. Propyläen Verlag, Berlin 2019, ISBN 978-3-549-10009-7.
- Helmut Henne: Punktuelle und politische Sprachlenkung. Zu 13 Auflagen von Gustav Wurstmanns „Sprachdummheiten“. In: Zeitschrift für deutsche Sprache. 21. Jg., 1965, S. 175–184.
- Ingrid Selma Hillen: Untersuchungen zu Kontinuität und Wandel der Sprachpflege im Deutschen Reich, in der Bundesrepublik und in der DDR (1885 bis zur Gegenwart). Dissertation. Universität Bonn, 1982.
- Hubert Ivo: Muttersprache, Identität, Nation. Sprachliche Bildung im Spannungsfeld zwischen einheimisch und fremd. Opladen 1994.
- Michael Jeismann: Das Vaterland der Feinde. Studien zum nationalen Feindbegriff und Selbstverständnis in Deutschland und Frankreich 1792–1918. Stuttgart 1992.
- Björn H. Jernudd, Michael J. Shapiro (Hrsg.): The politics of language purism. Berlin u. a. 1989.
- Alan Kirkness: Zur Sprachreinigung im Deutschen 1789–1871. Eine historische Dokumentation. 2 Teile (= Forschungsberichte des Instituts für Deutsche Sprache Mannheim. 26). Tübingen 1975.
- Ryszard Lipczuk: Geschichte und Gegenwart des Fremdwortpurismus in Deutschland und Polen. Peter Lang, Frankfurt a. M. 2007, S. 67–78. ISBN 978-3-631-57388-4.
- Dieter Nelz: Zum Einfluß des „Allgemeinen Deutschen Sprachvereins“ auf die lexikalische Norm der Literatursprache im 19. Jahrhundert. In: Akademie der Wissenschaften der DDR, Zentralinstitut für Sprachwissenschaft (Hrsg.): Studien zur deutschen Sprachgeschichte des 19. Jahrhunderts. Existenzformen der Sprache (= Linguistische Studien. Reihe, A, Arbeitsberichte Band 66,2). Berlin 1980, S. 68–115.
- Reinhard Olt: Wider das Fremde? Das Wirken des Allgemeinen Deutschen Sprachvereins in Hessen 1885–1944. Mit einer einleitenden Studie über Sprachreinigung und Fremdwortfrage in Deutschland und Frankreich seit dem 16. Jahrhundert (= Quellen und Forschungen zur hessischen Geschichte. Band 80). Darmstadt/Marburg 1991.
- Peter von Polenz: Sprachpurismus und Nationalsozialismus. Die ‚Fremdwort‘-Frage gestern und heute. In: Benno von Wiese, Rudolf Henß (Hrsg.): Nationalismus in Germanistik und Dichtung. Dokumentation des Germanistentages in München vom 17.–22. Oktober 1966. Berlin 1967, S. 79–112.
- Peter Polenz: Fremdwort und Lehnwort sprachwissenschaftlich betrachtet. In: Peter Braun (Hrsg.): Fremdwort-Diskussion. München 1979, S. 9–31.
- Peter von Polenz: Deutsche Sprachgeschichte vom Spätmittelalter bis zur Gegenwart. Band 3: Das 19. und 20. Jahrhundert. Berlin u. a. 1999.
- Uwe Puschner, Walter Schmitz, Justus H. Ulbricht (Hrsg.): Handbuch zur „Völkischen Bewegung“ 1871–1918. München u. a. 1996.
- Uwe Puschner: Die völkische Bewegung im wilhelminischen Kaiserreich. Sprache – Rasse – Religion. Darmstadt 2001.
- Jürgen Schiewe: Die Macht der Sprache. Eine Geschichte der Sprachkritik von der Antike bis zur Gegenwart. München 1998.
- Christiane Schlaps: Das Konzept eines deutschen Sprachgeistes in der Geschichte der Sprachtheorie. In: Andreas Gardt (Hrsg.): Nation und Sprache. Die Diskussion ihres Verhältnisses in Geschichte und Gegenwart. Berlin/New York 2000, S. 273–347.
- Hartmut Schmidt: Die lebendige Sprache. Zur Entstehung des Organismuskonzepts. Berlin 1986.
- Andreas Schumann: Völkische Tendenzen in Germanistik und Philologie. In: Uwe Puschner, Walter Schmitz, Justus H. Ulbricht (Hrsg.): Handbuch zur „Völkischen Bewegung“ 1871–1918. München u. a. 1996, S. 859–873.
- Gerd Simon: Hundert Jahre „Muttersprache“. Die Ideen eines Museumsdirektors und ihre Folgen. In: Der Deutschunterricht. 5, 1986, S. 83–98.
- Gerd Simon: Muttersprache und Menschenverfolgung. Kollektivkritik zwischen Marginalienkult und Gewaltbereitschaft. [Einleitung und erstes Kapitel eines unfertigen und unveröffentlichten Buches] o.O, o. J., online Einleitung und erstes Kapitel (abgerufen am 24. November 2005)[18]
- Otto Steuernagel: Die Einwirkungen des Deutschen Sprachvereins auf die deutsche Sprache. In: Wissenschaftliche Beihefte zur Zeitschrift des Deutschen Sprachvereins. 41, 1926, S. 1–108.
- Patrick Stevenson: The German Language and the Construction of National Identities. In: John L. Flood u. a. (Hrsg.): „Das unsichtbare Band der Sprache“. Studies in German Language and Linguistic History in Memory of Leslie Seiffert. Stuttgart 1993, S. 333–356.
- Jürgen Storost: Der Allgemeine Deutsche Sprachverein. In: Richard Baum u. a. (Hrsg.): Lingua et traditio. Geschichte der Sprachwissenschaft und der neueren Philologien. Festschrift für Hans Helmut Christmann zum 65. Geburtstag. Tübingen 1994, S. 827–843.
- Anja Stukenbrock: Sprachnationalismus. Sprachreflexion als Medium kollektiver Identitätsstiftung in Deutschland (1617–1945). Berlin 2005.
- Silke Wiechers: Die Gesellschaft für Deutsche Sprache. Vorgeschichte, Geschichte und Arbeit eines deutschen Sprachvereins (Beiträge Zur Sprachwissenschaft 28). Lang, Frankfurt am Main / Berlin / Bern / Bruxelles / New York / Oxford / Wien 2004.